# Armatimonadetes
Armatimonadetes este o încrengătură de bacterii Gram-negative. Denumirea provine de la prima specie descoperită din această încrengătură, Armatimonas rosea.

## Caracteristici
Nu știu